# Jeux de la francophonie canadienne
Pour les articles homonymes, voir JeuxFC.
Les Jeux de la francophonie canadienne (JeuxFC) sont au rang des plus grands rassemblements jeunesse francophone du Canada. En plus d'inciter des centaines de jeunes à exercer leurs talents à l'intérieur de trois volets (art, leadership et sport), les JeuxFC mettent en valeur leur fierté culturelle, leur confiance en soi et leurs aptitudes de leadership dans un contexte de saine compétition. Depuis les premiers jeux, pas moins de 20 000 personnes y ont participé de près ou de loin.
Les Jeux de la francophonie canadienne sont une initiative de la Fédération de la jeunesse canadienne française et sont financés en partie par le Ministère du Patrimoine canadien du gouvernement du Canada.
La Fédération de la jeunesse canadienne-française compte sur la collaboration d'un comité organisateur local (ville hôte) pour organiser la logistique et la programmation de cet événement. Les Jeux se tiennent en été tous les trois ans. Un contingent de 1 200 participants et plus de 750 bénévoles sont attendus pour chaque édition.

## Historique des Jeux de la francophonie canadienne
Au début des années 1990, l'idée des Jeux de la francophonie canadienne a été lancée par la Fédération de la jeunesse canadienne-française (FJCF) à la suite du rapport Vision d'avenir qui soulignait l'importance de la pratique d'activités sportives et de loisirs en français comme moyen de favoriser le développement et le maintien d'une culture franco-canadienne.
En 1994, une première étape est franchie et plusieurs partenaires gouvernementaux, dont le ministère du Patrimoine canadien, démontrent un intérêt particulier pour les sports et les loisirs destinés à la jeunesse francophone du Canada. La FJCF continue son travail de lobbying et de planification à la réalisation des Jeux.
L'annonce de l'Année de la Francophonie canadienne en 1999 devient le tremplin idéal pour concrétiser ce projet qui touche la jeunesse francophone du Canada.

## Éligibilité
Pour être éligible les participants doivent être âgés entre 13 et 18 ans ainsi qu'être citoyen canadien ou résident permanent avec le français comme langue d'usage. Les accompagnateurs, entraîneurs, adjoints et chefs de mission doivent être âgés de 18 ans ou plus au moment des Jeux de la francophonie canadienne.

## Mission
La mission de ces Jeux est de favoriser les rapprochements, créer ou resserrer les liens, sensibiliser les jeunes aux autres réalités au pays. La mission est également de contribuer à la construction ou au renforcement de l'identité de la jeunesse francophone du Canada et de permettre l'acquisition et la mise en pratique de connaissances et d'expertises qui serviront à l'épanouissement des individus, des communautés et des partenaires participants. Elle tente de présenter une programmation valorisant les arts, le leadership et les sports et favoriser un esprit de coopération.

## Éditions
| Année | Édition | Agglomération hôte / Province        |
| ----- | ------- | ------------------------------------ |
| 1999  | 1re     | Memramcook, Nouveau-Brunswick        |
| 2002  | 2e      | Rivière-du-Loup, Québec              |
| 2005  | 3e      | Winnipeg, Manitoba                   |
| 2008  | 4e      | Edmonton, Alberta                    |
| 2011  | 5e      | Grand Sudbury, Ontario               |
| 2014  | 6e      | Gatineau, Québec                     |
| 2017  | 7e      | Moncton et Dieppe, Nouveau-Brunswick |

### Édition 1999
Le Gouverneur général du Canada, son Excellence le très honorable Roméo LeBlanc, est président d’honneur de ces premiers Jeux de la francophonie canadienne.
Ceux-ci sont tenus dans le cadre de l’Année de la Francophonie canadienne.

### Édition 2002
Un relais du flambeau de cinq jours est organisé le Comité organisateur, reliant Memramcook au Nouveau-Brunswick à Rivière-du-Loup au Québec.

### Édition 2005
Sous le thème À vos marques ... prêts!, les 3e Jeux de la francophonie canadienne comptent sur Marc Devigne, chanteur-interprète et participant du concours Canadian Idol 2003, et Sami Jo Small, membre de l'équipe nationale de hockey féminin du Canada, quatre fois championne mondiale et médaillée d'or aux Jeux olympiques d'hiver de 2002 à Salt Lake City comme coprésidents d’honneur.

### Édition 2008
Danielle Peers, francophile d’Edmonton et médaillé de bronze aux Jeux paralympiques d’Athènes en basketball en fauteuil roulant, ainsi que ZPN (David Muipatayi) compositeur et interprète agissent à titre de coprésidents d'honneurs.
Le thème des Jeux est: Une énergie, une passion.

### Édition 2011
L'édition 2011 des "JeuxFC" s'est déroulée à Sudbury, Ontario, du 20 au 24 juillet 2011. C'est la délégation du Québec qui est retournée chez elle avec le prix du Flambeau, c'est-à-dire la délégation qui a remporté le plus de points. Le prix de l'amélioration (en comparaison au résultat de l'édition précédente), a été remis à l'équipe de la Colombie-Britannique. Le prix de la Francophonie a été remis au Manitoba et le prix de la délégation écoresponsable au Yukon.
Fernand Rainville, metteur en scène; Jean-François Carrey, aventurier et France Garreau, olympienne sont les coprésidents d'honneur de cette édition. 

### Édition 2014
L'édition 2014 des "JeuxFC" s'est déroulée du 23 au 27 juillet 2014 à Gatineau, Québec.
Lors de cette édition, Daniel Coutu, magicien et conférencier, est nommé ambassadeur jeunesse (président d'honneur).
Les artistes Luc de Larochellière et Andrea Lindsay compose et interprète la chanson de l'édition 2014: D'un accent à l'autre.

### Édition 2017
La ville ou région hôte de la 7e édition des "JeuxFC", qui auront lieu en 2017, a été dévoilée en février 2014. Les deux villes ayant officiellement déposé une candidature étaient: la région de Dieppe et Moncton (Nouveau-Brunswick) et la ville de Saguenay (Québec). À la suite d'un vote unanime, la région de Dieppe et Moncton fut élue pour accueillir les 7e Jeux.
Cette édition des Jeux coïncidera avec le 150e anniversaire de la Confédération canadienne.

## Disciplines
Arts: arts visuels, improvisation théâtrale, musique et un art en démonstration (slam en 2014)
Leadership: chefs de mission jeunesse, médias, organisation d'événements
Sports : athlétisme, badminton, basketball 3 × 3, volleyball et un sport en démonstration (frisbee ultime (ultimate) en 2014)

## Prix
| Prix | Flambeau          | Amélioration            | Francophonie      | Écoresponsable       |
| ---- | ----------------- | ----------------------- | ----------------- | -------------------- |
| 1999 | Nouveau-Brunswick | -                       | Ontario           | -                    |
| 2002 | Québec            | Québec                  | Saskatchewan      | -                    |
| 2005 | Québec            | Ontario                 | Nouveau-Brunswick | -                    |
| 2008 | Nouveau-Brunswick | Terre-Neuve-et-Labrador | Ontario           | Manitoba             |
| 2011 | Québec            | Colombie-Britannique    | Manitoba          | Yukon                |
| 2014 | Québec            | Yukon                   | Manitoba          | Colombie-Britannique |